# فريق تسمانيا للكريكت
فريق تسمانيا للكريكت (بالإنجليزية: Tasmania cricket team)‏ هو نادي كريكت أسترالي تأسس في 1851 ، يقع مقره الرئيسي في تاسمانيا.

## وصلات خارجية
- الموقع الرسمي